# Buddismo in Indonesia

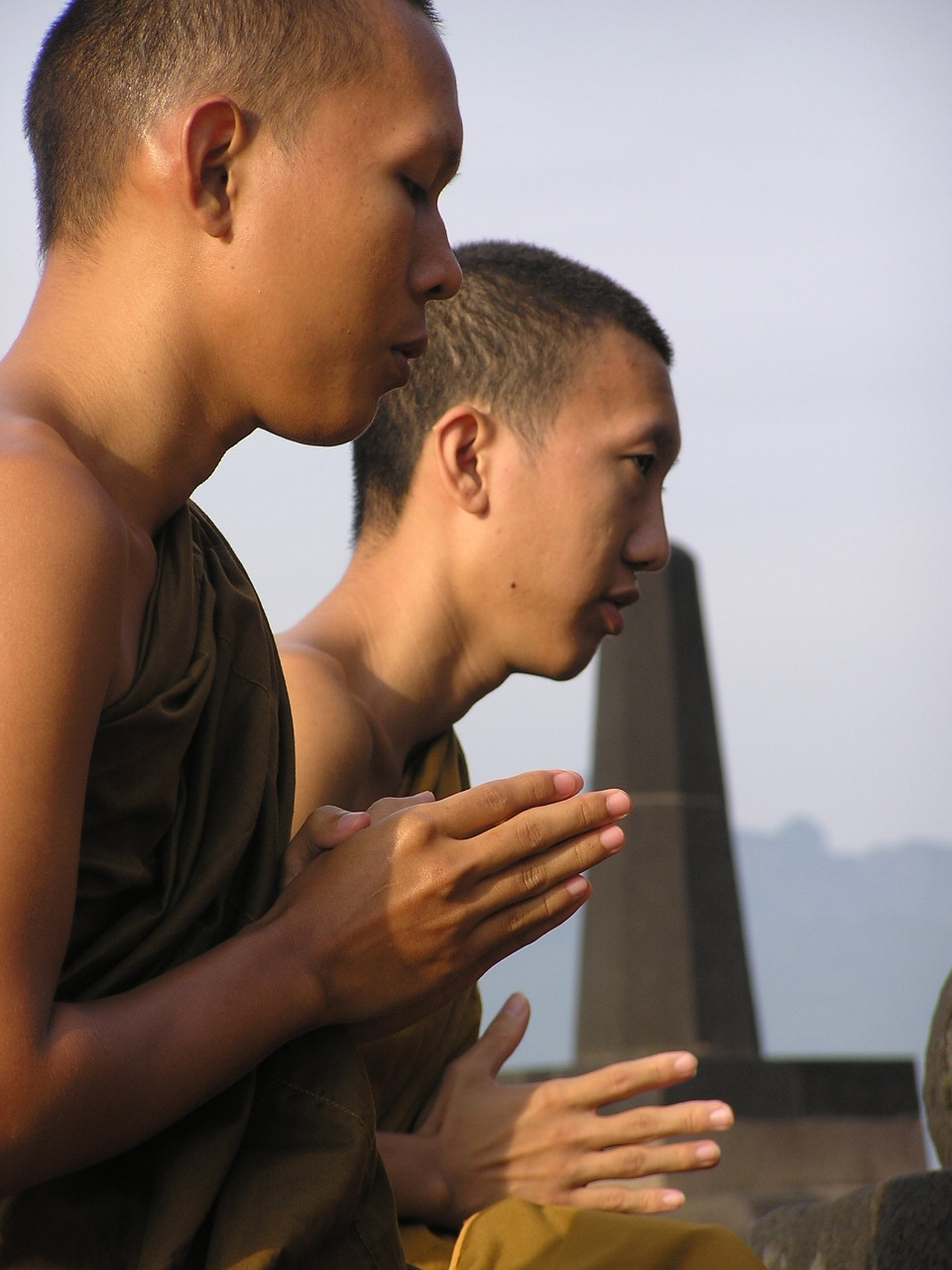
Monaci che pregano a Borobudur, la più grande struttura buddhista esistente al mondo, fatta costruire durante la dinastia Sailendra.

Il buddismo in Indonesia ha una lunga storia, con una notevole gamma di reperti templari datati fin dai primi anni dall'arrivo di questa fede proveniente dall'India. Il buddismo è riconosciuta come una delle sei religioni ufficiali del paese, insieme con l'Islam, il cristianesimo (protestantesimo e cattolicesimo), l'induismo e il confucianesimo.
Secondo il censimento nazionale del 2000 circa o 0,8% del totale dei cittadini indonesiani era buddhista, contando circa 1,7 milioni di persone. La maggior parte dei buddhisti sono concentrati a Giakarta, nella provincia del Riau e nelle isole Riau, a Bangka-Belitung, nella Sumatra Settentrionale e nel Kalimantan Occidentale, con un numero significativo di praticanti. Tuttavia questo totale è in realtà più alto del vero, in quanto i fedeli del taoismo e della religione popolare cinese, che non vengono riconosciute ufficialmente come religioni indonesiane, durante i censimenti denominano se stessi come buddhisti.
Oggi la maggior parte dei buddhisti dell'Indonesia sono di etnia cinese, più precisamente cinesi d'oltremare, ma anche un minoritario gruppo di nativi, tra cui giavanesi e Sasak, si presentano come buddhisti.

## Storia

Espansione buddhista dal nord dell'India al resto dell'Asia. Il territorio di Srivijaya un tempo serviva come centro di studi buddisti e di espansione.

### Antichità
Il buddismo è la seconda più antica religione in Indonesia dopo l'induismo, che arriva intorno al II secolo. La storia del buddismo in Indonesia è strettamente legata alla storia dell'Induismo, anche per merito di un certo numero di imperi influenzati dalla cultura indiana che sono stati stabiliti intorno allo stesso periodo. L'arrivo del buddismo nell'arcipelago indonesiano è stato avviato con l'attività di trasmissione missionaria che ha avuto inizio nei primi anni del secolo il percorso marittimo della Via della seta tra l'Indonesia e l'India .
Il sito archeologico buddista più antico in Indonesia è probabilmente il complesso di stupa a Batujaya presso Karawang, nella Giava Occidentale. La reliquia più antica di Batujaya è stata stimata provenire dal II secolo, mentre l'ultima viene datata al XII secolo. Successivamente, un numero ulteriore di siti buddisti è stato trovato a Jambi, Palembang e nelle province di Riau e Sumatra, oltre che nel centro della Giava Orientale. L'arcipelago indonesiano ha visto l'ascesa e la caduta di potenti imperi buddisti come quello della dinastia Sailendra e gli imperi Mataram e Srivijaya.

## Pratica attuale
Nel paese il buddismo è seguito soprattutto dai cinesi indonesiani e da alcuni gruppi indigeni, con lo 0,8% (tra cui alcuni seguono anche il taoismo e il confucianesimo) della popolazione indonesiana che afferma di essere buddhista.
Una piccola minoranza del gruppo etnico Sasak chiamata "Bodha" (popolazione stimata in 8000 persone), che si trovano principalmente nel villaggio di Bentek e sulle pendici del Gunung/Monte Rinjani, sull'isola di Lombok, sono rimasti totalmente incontaminati dall'influenza islamica e venerano divinità dell'animismo, incorporandovi anche alcune influenze indù e buddiste nei loro riti e nel vocabolario religioso. Questo gruppo di Sasak, dovuto in parte al nome della loro tribù, sono riconosciuti come buddisti dal governo indonesiano.

### Scuole
Vi sono oggi numerose scuole buddiste stabilite in Indonesia. La prima che è stata istituita è quella del buddismo Vajrayāna, che si è sviluppato da buddismo Mahayana, e che è anche la scuola o il percorso del buddismo tibetano. Vari templi dell'antica Giava e di Sumatra sono Vajrayana. Il buddismo cinese ha guadagnato seguaci da parte della popolazione indonesiana di origine cinese che ha cominciato a migrare in tutto l'arcipelago nel corso del XVII e per tutto il XVIII secolo. Altre scuole notevoli sono il Theravada dello Sri Lanka e della Thailandia, e il buddismo giapponese di Nichiren Daishonin.
La più importante organizzazione buddista in Indonesia è la "Perwakilan UMAT Buddha Indonesia2 (Walubi), che serve come veicolo di unione per tutte le scuole buddiste presenti. Altre organizzazioni buddiste includono la "Majelis Buddhayana Indonesia", il "Sangha Agung Indonesia" (Sagin), il "Sangha theravada Indonesia" (STI), il "Sangha Mahayana Indonesia" e il Tzu-Chi originario di Taiwan.

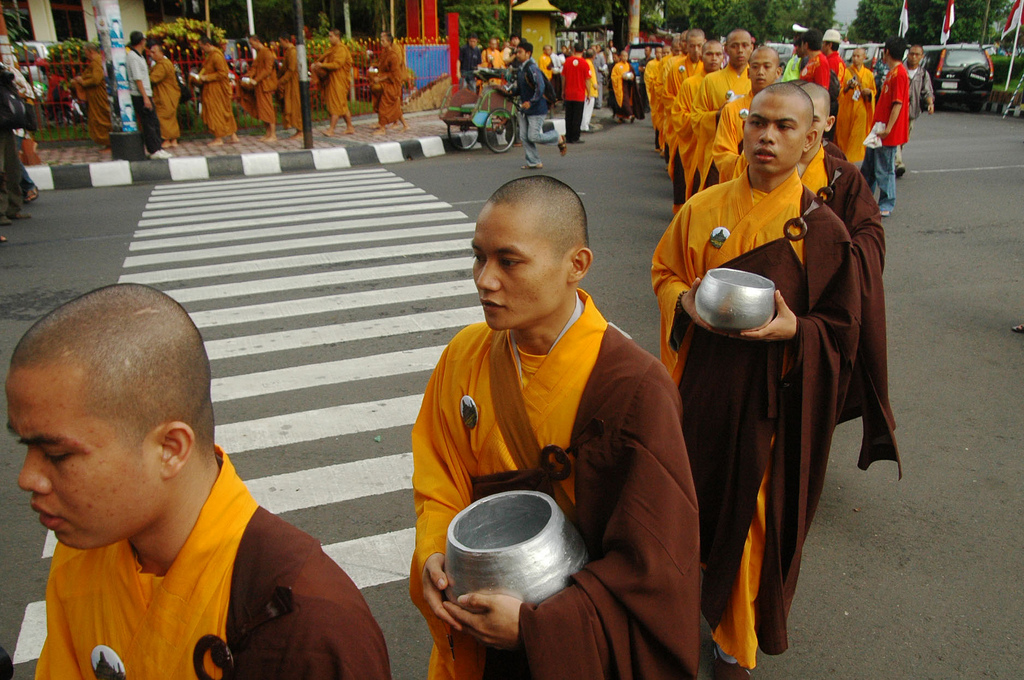
Monaci durante la festa di Vesak al centro di Giava nel 2010.

### Manifestazioni religiose
L'evento religioso buddista più importante in Indonesia è Vesak (in lingua indonesiana Waisak). Una volta all'anno, durante la luna piena a maggio o giugno, i buddisti in Indonesia osservano il giorno di Vesak il quale commemora la nascita, la morte, e il momento in cui Siddhartha Gautama raggiunse la massima saggezza per diventare il Buddha Shakyamuni. Vesak è una delle feste nazionali dell'Indonesia e la cerimonia è centrata sui tre templi buddisti da raggiungere a piedi da Mendut a Pawon e termina a Borobudur. Vesak spesso è celebrato anche nel tempio Sewu e in numerosi altri templi buddisti.

### Proteste
La comunità cinese indonesiana di Tanjung Balai, un comune nel nord di Sumatra, ha vivacemente protestato nel 2010 contro il piano dell'amministrazione di smantellare una statua di Buddha in cima al locale tempio Ratna Tri.